# Paul Thiébault
Paul Charles François Adrien Henri Dieudonné Thiébault (Berlín, Prusia, 14 de diciembre de 1769 - París, 14 de octubre de 1846) fue un militar francés.

## Infancia
Su padre, Dieudonné Thiébault, era profesor en la Escuela Militar de Berlín y amigo del rey Federico II el Grande. Posteriormente, se instaló en Francia. El 20 de agosto de 1792, en plena Revolución francesa, Paul se presenta voluntario en el batallón de la Butte des Moulins, pero en noviembre debe abandonarlo por razones de salud. Durante el periodo del Terror, fue acusado de traición al gobierno revolucionario, pero salió absuelto del proceso. Se alistará de nuevo y formará parte de la Armada del Rin y, después, de la Armada del Norte. Su ascensión fue rápida y en 1795 fue nombrado asistente del general Solignac en la Armada de Italia.
Participó en la batalla de Rívoli y se distinguió durante la toma de Nápoles (enero de 1799). En 1800 formará parte del Estado mayor del general Masséna durante el asedio a Génova. Fue nombrado general de brigada en 1801.

## Consulado e Imperio
Durante la batalla de Austerlitz estuvo al mando de la segunda brigada de la primera división de infantería, en apoyo del general Vandamme: por tanto, Thiébault formó parte de las fuerzas de asalto que tomaron la llanura de Pratzen. Resultó herido durante la batalla.
Fue nombrado gobernador de Fulda en octubre de 1806, pero pronto fue transferido al Ejército de Portugal y después pasó a España, donde permanecíó hasta 1813 ejerciendo esencialmente labores de gobernador, primero de Salamanca (1810) y después de Castilla la Vieja (con sede en la ciudad de Burgos) donde lleva a cabo varias obras junto con el Concejo Burgalés, todas ellas previamente pactadas y habladas gracias a la figura de León Antón, quien ejerce de intermediario dado que era el alarife de la ciudad. Durante su tiempo como gobernador de Castilla la Vieja dispuso que se recogieran los restos del Cid Campeador (cuyo sepulcro en el monasterio de San Pedro de Cardeña había sido saqueado por las tropas francesas al mando del general Darmagnac) y mandó construir un monumento fúnebre en el Paseo del Espolón de Burgos, entre plantaciones de álamos de Italia. El 19 de abril de 1809 se produjo la inauguración de la nueva sepultura.
Thiébault había sido ascendido a general de división en 1808 y posteriormente nombrado barón (1813). Se trasladó a Alemania para ponerse a las órdenes de Davout. Allí dirigió una división de infantería en Hamburgo y después en Lübeck (1813-1814).
Fiel a Napoleón, durante los Cien Días Thiébault estuvo encargado de la defensa de París.
Su hijo Adolphe Thiébault (1797-1875) fue instructor militar y coleccionista de antigüedades.

## Condecoraciones y honores

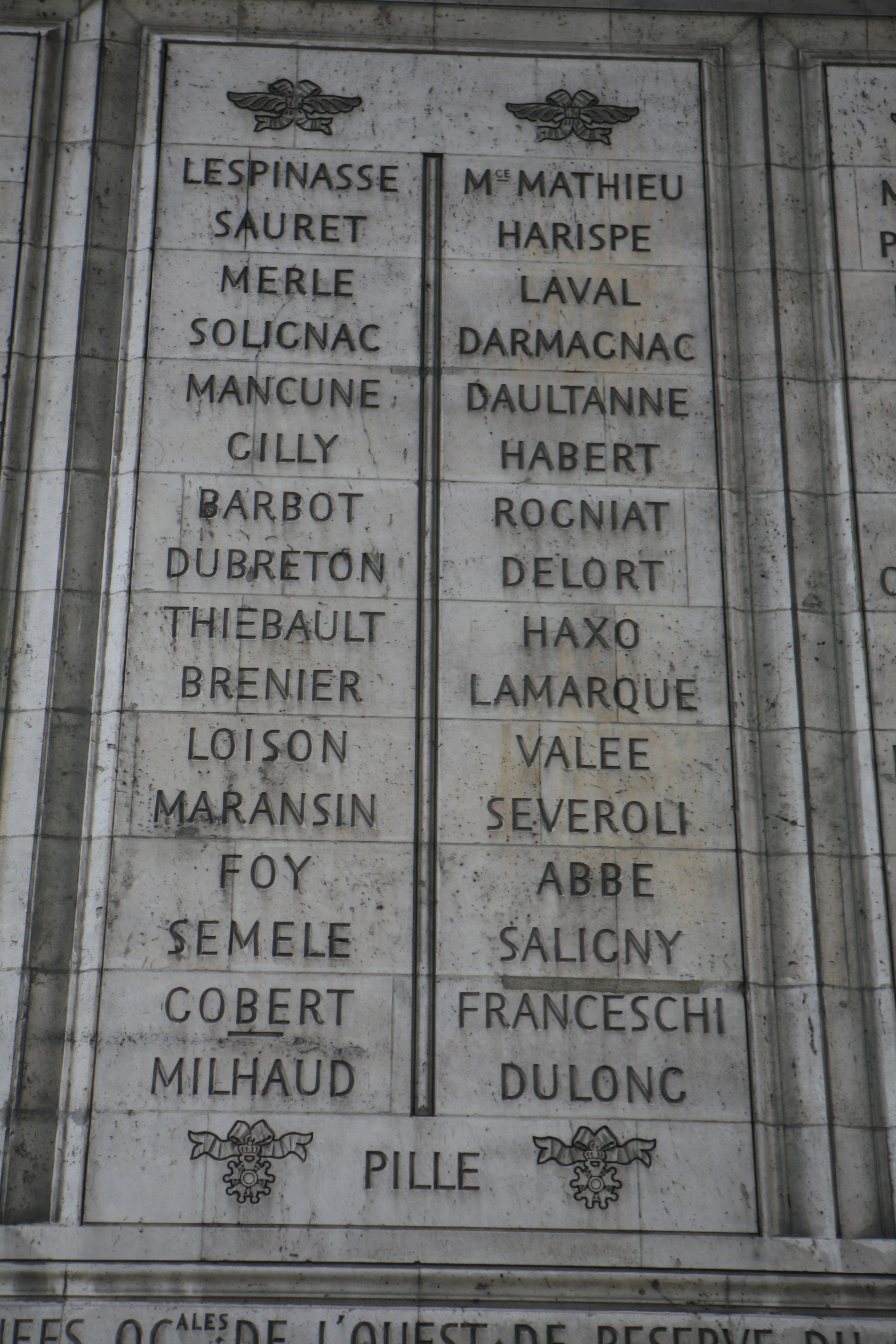
Nombre de Thiébault grabado sobre las columnas 35 y 36 del Arco de Triunfo de París.

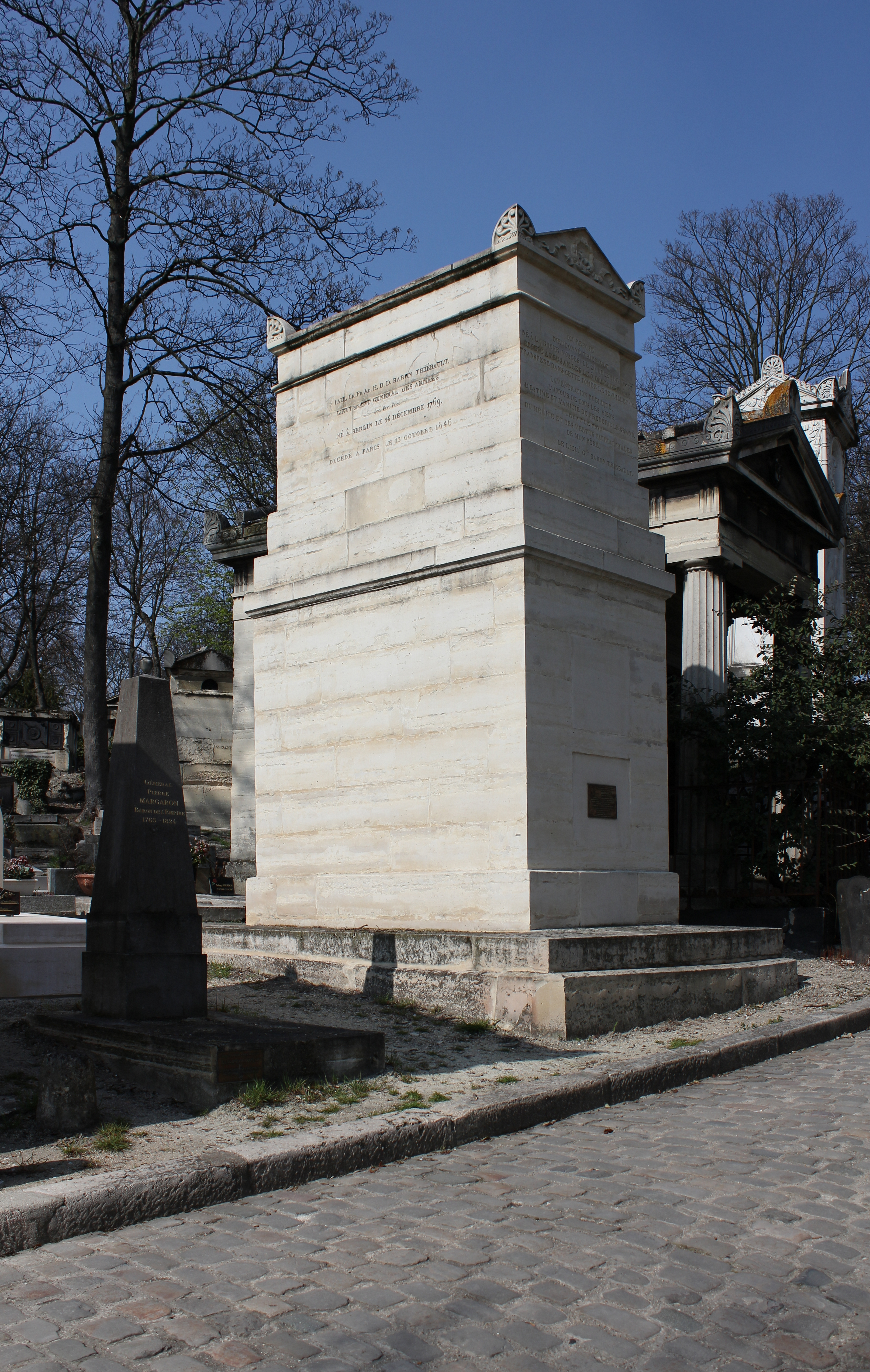
Su tumba en el Cementerio del Père-Lachaise (división 39).

- Pertenecía a la nobleza del Imperio con el título de barón (1813).
- Su nombre está grabado en el Arco de Triunfo de París.

## Obras de Thiébault
- Journal des opérations militaires du siège et du blocus de Gênes (escrito en 1801).
- Relation de l'expédition du Portugal faite en 1807 et 1808
- Mémoires: publicadas en 1895, sus memorias son una de las fuentes imprescindibles para conocer la historia del Primer Imperio Francés: riquísimas en detalles sobre los acontecimientos y los grandes personajes del Imperio, que son juzgados por Thiébault sin concesiones.

- Datos: Q3090442
- Multimedia: Paul Thiébault / Q3090442